# 特赖内勒
特赖内勒（法語：Traînel，法語發音：[tʁɛnɛl]）是法国奥布省的一个市镇，位于该省西部，与塞纳-马恩省接壤，属于塞纳河畔诺让区。

## 地理
特赖内勒（48°24'53"N, 3°26'27"E）面积19.99 平方千米，位于法国大東部大區奥布省。奥尔万河自东向西流经境内。
与特赖内勒接壤的市镇（或旧市镇、城区）包括：奥尔万河畔布伊、丰特奈德博斯里、居默里、拉卢普蒂耶尔-泰纳尔、索利尼莱塞唐、特朗科、佩尔瑟内日。
特赖内勒的时区为UTC+01:00、UTC+02:00（夏令时）。

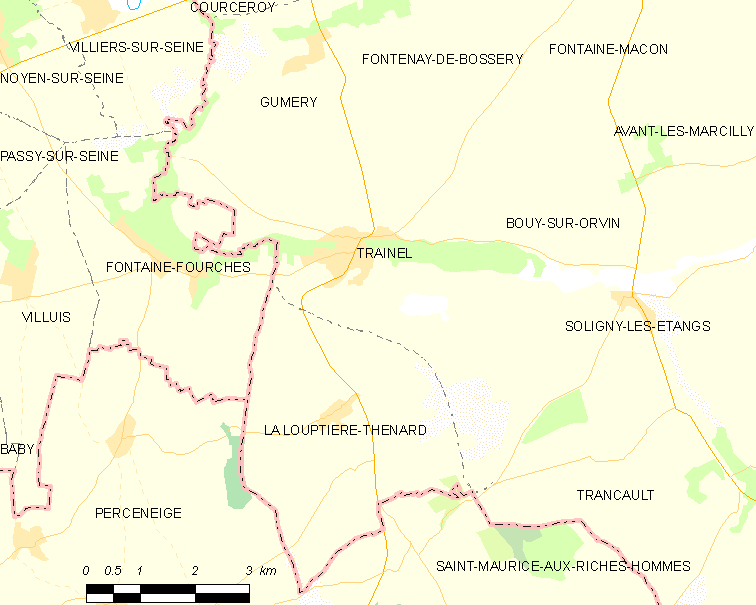
特赖内勒的OSM定位图

## 行政
特赖内勒的邮政编码为10400，INSEE市镇编码为10382。

## 政治
特赖内勒所属的省级选区为塞纳河畔诺让县。

## 人口

1962-2008年间特赖内勒人口变化图示

特赖内勒于2022年1月1日时的人口数量为1064人。